# Sybex
 (septembre 2024).
Si vous disposez d'ouvrages ou d'articles de référence ou si vous connaissez des sites web de qualité traitant du thème abordé ici, merci de compléter l'article en donnant les références utiles à sa vérifiabilité et en les liant à la section « Notes et références ».
Sybex est une maison d'édition créée en 1976 par Rodnay Zaks, un centralien, spécialisée dans la publication d'ouvrages sur l'informatique, proposés dans plus de 25 langues à travers le monde. Sybex appartient au groupe Wiley depuis 2005.

## Histoire
Le 4 mai 2000, elle est placée en redressement judiciaire.
Le 22 juin 2000 la procédure est convertie en liquidation judiciaire.

## Siège social
L'entreprise dont le siège social se trouvait à Malakoff, aurait aussi été implantée à San Francisco dès sa création, à Düsseldorf en 1981, Londres, et Amsterdam en 1988.

## Ouvrages publiés
- Liste des publications distribuées par Eyrolles
- Warren Bates - MS-DOS 6.2 - Mode d'emploi - (éd. Sybex, coll. "Mode d'emploi", 1993-1994) - 395 p. -  (ISBN 2-7361-1267-9))
- Axel Chambily-Casadesus (sous le pseudonyme Gilles Betz) : Delphi 1,2 et 3 - (éd. Sybex, coll. "Livre d'or", 1995-1998 - 545 p. -  (ISBN 2-7361-2604-1))